# Tessala El Merdja
Tessala El Merdja là một đô thị thuộc tỉnh Alger, Algérie. Dân số thời điểm năm 2002 là 10.792 người.